# Oriol (nome)
Oriol  è un nome proprio di persona spagnolo e catalano maschile.

## Origine e diffusione

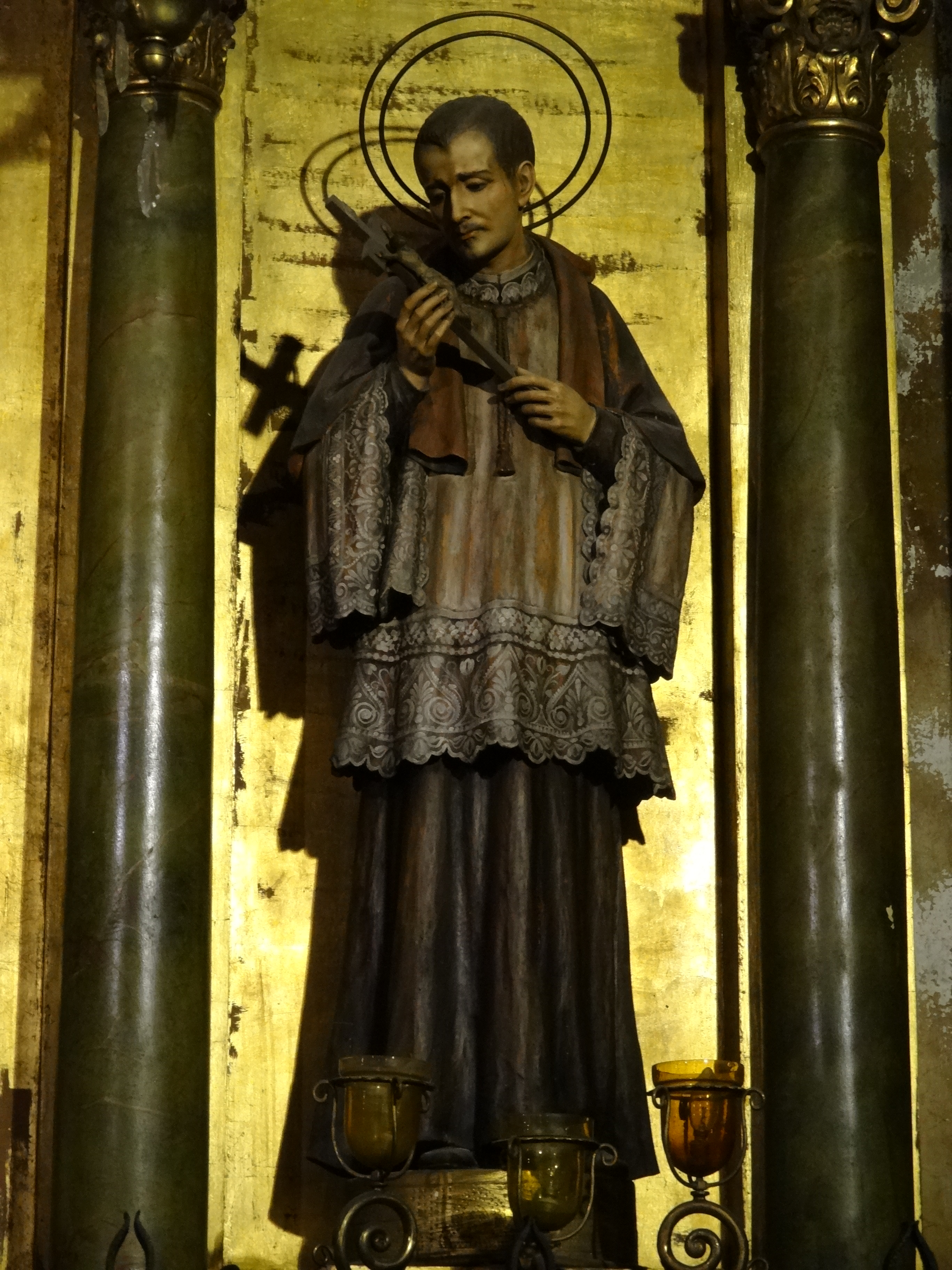
Statua di san Giuseppe Oriol nella Basílica de la Mercè di Barcellona

Riprende il cognome di san Giuseppe Oriol; etimologicamente, è un derivato di Aureolus, diminutivo del nome proprio di persona Aureus.

## Onomastico
L'onomastico ricorre il 23 marzo in memoria di san Giuseppe Oriol, sacerdote e taumaturgo.

## Persone
- Oriol Bohigas, architetto e urbanista spagnolo
- Oriol Junyent, cestista spagnolo
- Oriol Lozano, calciatore spagnolo
- Oriol Riera, calciatore spagnolo
- Oriol Romeu, calciatore spagnolo
- Oriol Rosell, calciatore spagnolo